# Lisa Hartlieb
Lisa Hartlieb, seit 1919 Lisa Hartlieb-Rilke (* 1. März 1887 in Roigheim, Oberamt Neckarsulm; † 16. Oktober 1951 in Düsseldorf), war eine deutsche Grafikerin.

## Leben
Lisa Hartlieb studierte in den Jahren 1913 bis 1915 in Stuttgart, vermutlich an der Königlichen Akademie der bildenden Künste, wo seit 1906 auch einige Frauen ausgebildet wurden. Ab 1914 beschäftigte sie sich vertieft mit druckgrafischen Techniken. 1915 wechselte sie nach Leipzig. Dort setzte sie ihre künstlerische Ausbildung wohl an der Königlichen Akademie für graphische Künste und Buchgewerbe fort. 1919 heiratete sie den Maler und Grafiker Hans Rilke, der in Düsseldorf eine Anstellung als Zeichenlehrer gefunden hatte. Dorthin zog das Paar, dem 1922 der Sohn Jochen geboren wurde, woraufhin Lisa Hartlieb-Rilke ihre künstlerische Tätigkeit einschränkte. Hans Rilke und Lisa Hartlieb-Rilke engagierten sich in politisch links und antibürgerlich orientierten Künstlervereinigungen ihrer Zeit, insbesondere in der Künstlergruppe Das Junge Rheinland und im Aktivistenbund 1919. Bis 1930 ist ihre Tätigkeit in eigenem Atelier nachgewiesen. Aus den 1930er Jahren liegen keine Belege über künstlerische Aktivitäten vor. Während des Zweiten Weltkriegs wurde die Düsseldorfer Wohnung des Künstlerpaars zerstört. Hartlieb und ihr Mann wurden nach Thüringen evakuiert. 1946 zeichnete sie eine Folge von Bildern ihres krebskranken und sterbenden Mannes. Ihr Sohn, der im Krieg als Soldat gedient hatte, blieb verschollen.
Hartliebs Radierungen sind stärker gegenständlich und geben Raum und Licht wieder, während sie in ihren Lithografien sich von der perspektivischen Darstellung entfernte und eine Formensprache entwickelte, mit der sie die politischen und menschlichen Schwierigkeiten, die in Deutschland nach dem Ersten Weltkrieg bestanden, widerspiegelte, insbesondere die Situation der Frauen, etwa durch Traum-Darstellungen und sozialkritische Alltagsszenen. Hartliebs Holzschnitte kennzeichnen expressive Züge und zeichenhaft reduzierte Darstellungen.
1922 war sie auf der 1. Internationalen Kunstausstellung vertreten, die Adolf Uzarski im Düsseldorfer Kaufhaus Tietz organisiert hatte. 1993/1994 wurden Grafiken von ihr im August-Macke-Haus Bonn gezeigt, im Rahmen der Ausstellung Rheinische Expressionistinnen.